# Поверилачка доцња
Поверилачка доцња представља случај да поверилац пада у доцњу када без основаног разлога одбије пријем испуњена од стране дужника или га својим понашањем спречава да испуни обавезу.

## Увод
Дужник нема могућност да повериоца принудним путем нагна на сарадњу (не може нпр. поднети тужбу против повериоца у случају када те сарадње нема), али законодавац прописује да ће поверилац који неоправдано не прихвата испуњење сносити због тога извесне последице. Отуда и постоји институт повериочеве доцње која не представља кршење обавезе, али рађа извесне последице за провериоца и дужника.
Поверилац долази у доцњу ако без основаног разлога одбије да прими испуњење или га својим понашањем спречи. Поверилац долази у доцњу и ако је спреман да прими испуњење дужникове истовремене обавезе али не нуди испуњење своје доспеле обавезе. Поверилац не долази у доцњу ако докаже да у време понуде испуњења или у време одређено за испуњење дужник није био у могућности да своју обавезу изврши.
ЗОО прихвата субјективно схватање поверилачке доцње, за разлику од дужничке доцње. 

## Услови повериочеве доцње
1. доспела дужникова обавеза
2. понуда испуњења
3. неосновано одбијање те понуде

Понуда дужника да испуни обавезу уједно је и апел дужника да поверилац прихвати испуњење. Понуда мора да се поклапа са садржином повериочевог потраживања (мора бити понуђено давање оног што се дугује и како се дугује). Уз све то захтева се да је дужник у време понуде испуњења заиста био у могућности да изврши испуњење. Ако поверилац докаже да дужник то није био у стању неће бити речи о поверилачкој доцњи. Понуда такође мора бити стварна и реална, да је дужник предузео све што је потребно за испуњење тако да је повериоцу остало само да чинидбу прихвати. Ако је у питању новчани дуг а дужник је запао у доцњу, мора поред главнице понудити и камату. Дужник може понудити и делимично испуњење новчане обавезе осим ако поверилац има оправдан интерес да га одбије. Понуду мора учинити сам дужник или треће лице које је на то овлашћено, повериоцу или лицу које је овлашћено да прими предмет обавезе. Испуњење пре рока може се понудити само ако је рок био установљен у интересу дужника али и тада не може бити понуђен у невреме.

## Последице поверилачке доцње
- Престанак дужникове доцње.

Доласком повериоца у доцњу престаје доцња дужника. Ако је дужник запао у доцњу и понуди испуњење изворне обавезе и свих обавеза које су последица доцње повериочева доцња искључује доцњу дужника. Од тог тренутка престаје тећи камата на главницу коју дужник дугује.
- Прелаз ризика са дужника на повериоца.

На повериоца прелази ризик случајне пропасти и оштећења ствари.
- Обавеза повериоца на надокнади штету дужнику.

Поверилац у доцњи дужан је накнадити дужнику штету насталу услед доцње као и трошкове чувања ствари.
- Право дужника да депонује или прода дужникову ствар.

Поверилачка доцња отвара могућност дужника да изврши своју обавезу депоновањем ствари код суда. Ако се ствар не може чувати у судском депозиту може захтевати од суда да одреди лице које ће ствар чувати о трошку и за рачун повериоца. Под одређеним условима он има право и да прода ствар.
- Право дужника да одустане од уговора ако се обавеза састоји у вршењу услуге.

Постоји кад се дужникова обавеза не састоји у предаји ствари већ у вршењу услуге па може одустати од уговора под истим условима као поверилац код дужничке доцње.

## Престанак доцње
1. гашењем потраживања
2. када се накнадно уговори нови рок испуњења
3. повлачењем понуде за испуњење од стране дужника
4. накнадном изјавом повериоца да је дужан да прими испуњење обавезе и да ће дужнику накнади штету због доцње. У овом случају ово се може тумачити као опомена, престанак поверилачке доцње и почетак дужничке.